# کوه شیومی
کوه شیومی (به لاتین: Mount Shiomi) یک کوه در ژاپن است که در استان شیزوئوکا واقع شده‌است. کوه شیومی ۳٬۰۴۷ متر بالاتر از سطح دریا واقع شده‌است.